# Karl Palatu
Karl Palatu (Tallinn, 5 dicembre 1982) è un ex calciatore estone, di ruolo difensore.

## Carriera

### Club
Palatu iniziò la carriera con la maglia del Tervis Pärnu, per poi vestire quelle di Levadia Pärnu, Levadia Maardu, Valga, Tulevik Viljandi, Elva e Flora Tallinn (prima in prestito e poi a titolo definitivo).
Nel 2007 passò ai norvegesi del Sogndal, per cui però non scese mai in campo. Tornò allora in patria, per giocare ancora nel Flora Tallinn.

### Nazionale
Palatu conta 9 presenze per l'Estonia, senza reti all'attivo.

## Palmarès

### Club

#### Competizioni nazionali
- Campionato estone: 2

Flora Tallinn: 2010, 2011
- Coppa d'Estonia: 2

Flora Tallinn: 2010-2011, 2012-2013
- Supercoppa d'Estonia: 3

Flora Tallinn: 2009, 2011, 2012
- Esiliiga: 1

Levadia Pärnu: 2001

#### Competizioni internazionali
- Coppa della Livonia: 1

Flora Tallinn: 2011